# Theo Kief
Theo Kief (* 22. Juni 1922; † 11. September 2020) war ein deutscher Architekt und Baudirektor von Nürnberg.

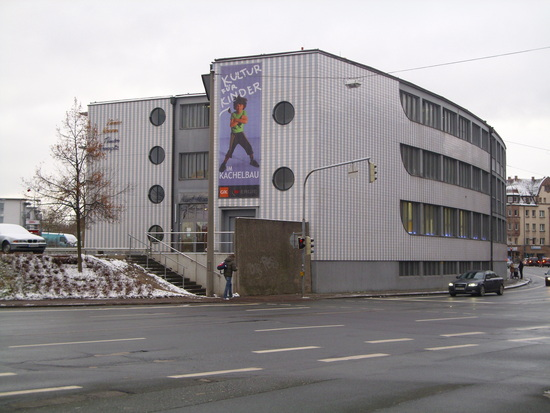
Museum im Koffer, Nürnberg

## Leben
Nach schwerer Verwundung aus dem Krieg zurückgekehrt, setzte Theo Kief sein in Salzburg begonnenes Architekturstudium 1946 an der Akademie der bildenden Künste Nürnberg fort. Kief zählte 1947 zu den ersten Studenten von Sep Ruf. Nach dem Diplom 1950 fand Theo Kief auf dessen Empfehlung hin sein Tätigkeitsfeld im Nürnberger Stadtbauamt. Er wurde Leiter der Abteilung Planung des Nürnberger Hochbauamtes und hat über fast vier Jahrzehnte durch seine Planungen und Bauten das Bild der Stadt in vielen Bereichen mitgeformt. Mehr als 30 U-Bahnhöfe wurden nach seinen Plänen errichtet; außerdem war er verantwortlich für Klärwerke, Krankenhausbauten, die Müllverbrennungsanlage als architektonisch gestaltete technische Großform und die Neugestaltung der Schlachthofbauten, die bis auf den denkmalgeschützten Kachelbau abgebrochen sind.
Kief war Mitglied im Bund Deutscher Architekten.
Kiefs Tochter Heidi Kief-Niederwöhrmeier ist ebenfalls Architektin und arbeitet mit Professor Hartmut Niederwöhrmeier zusammen.

## Bauten

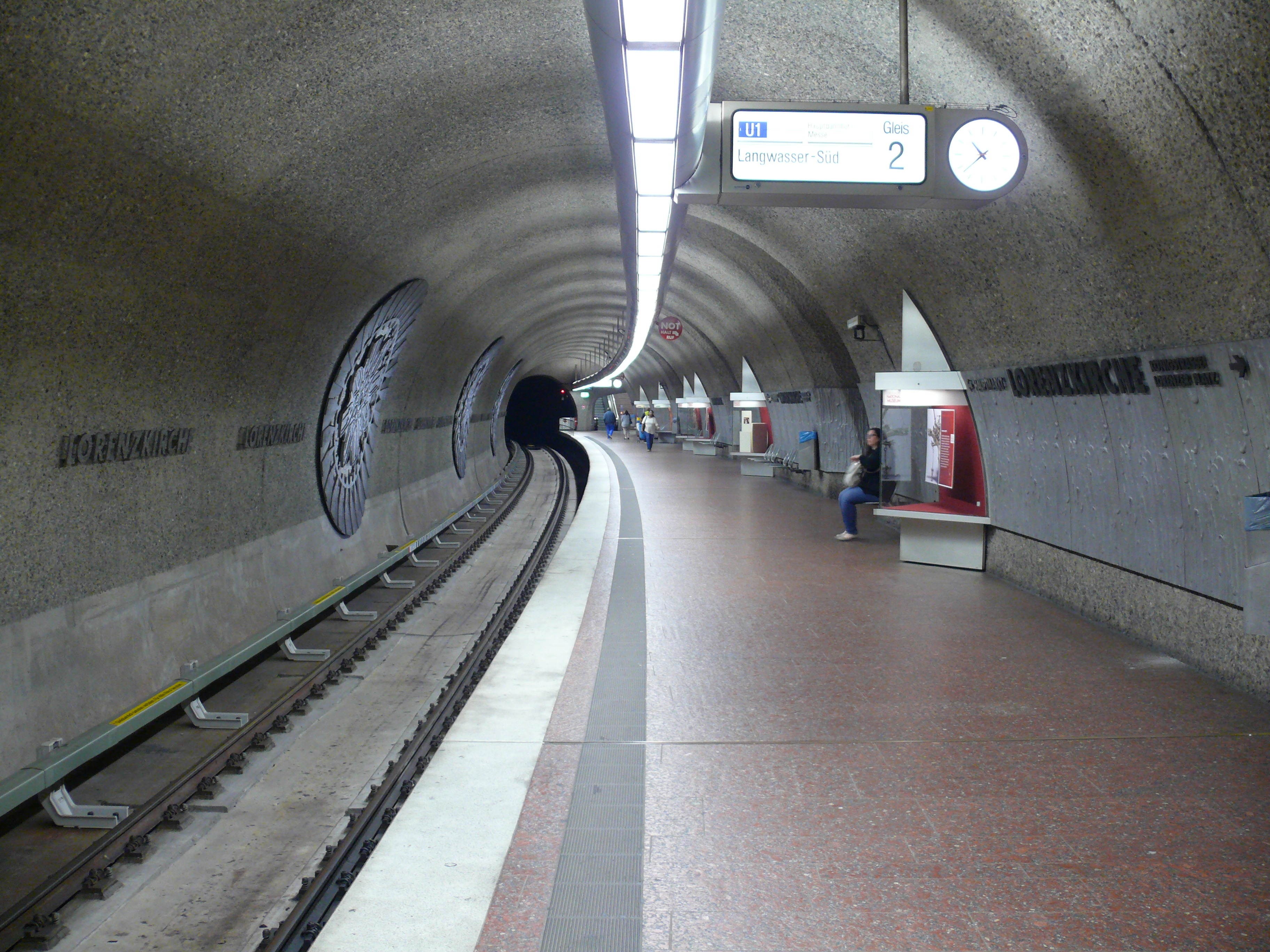
U-Bahnhof Lorenzkirche

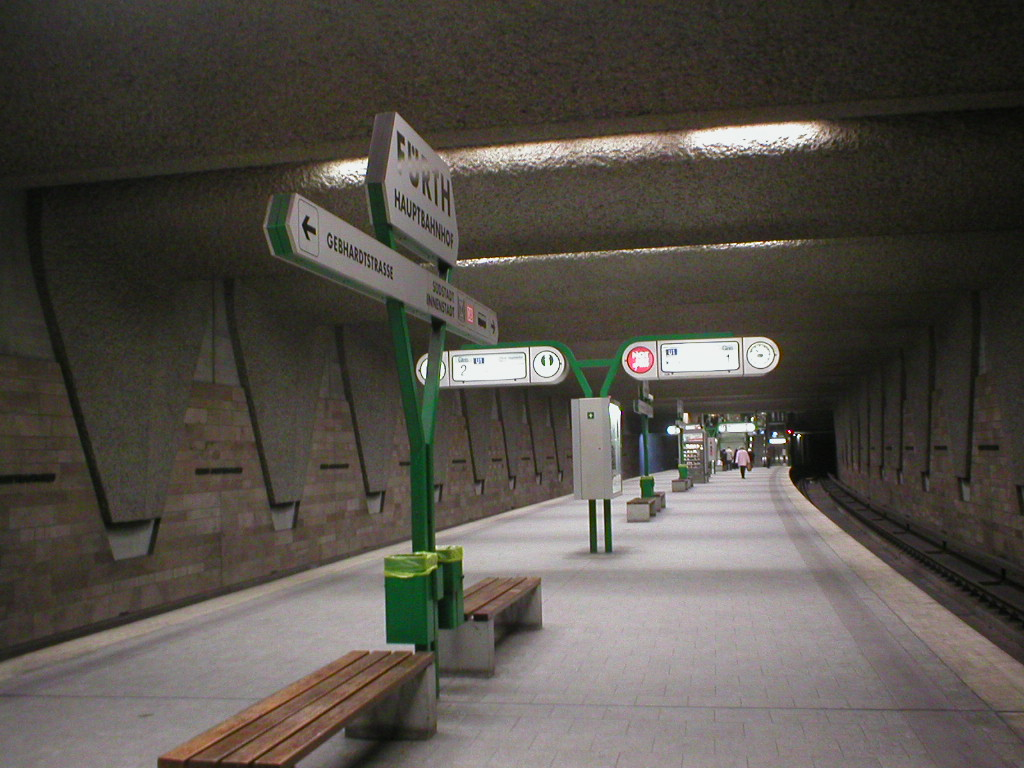
U-Bahnhof Fürth Hauptbahnhof

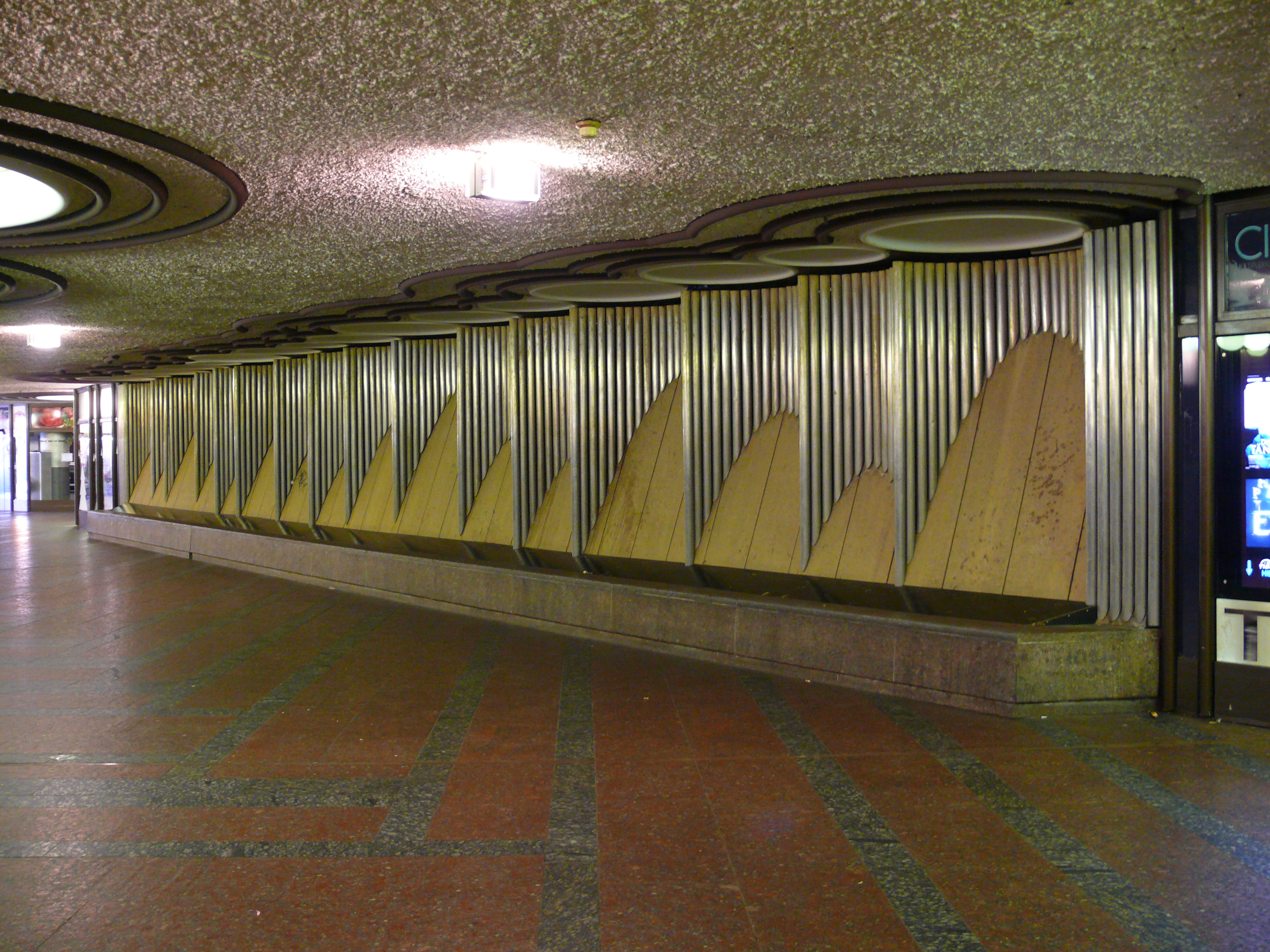
U-Bahnhof Lorenzkirche, Nürnberg

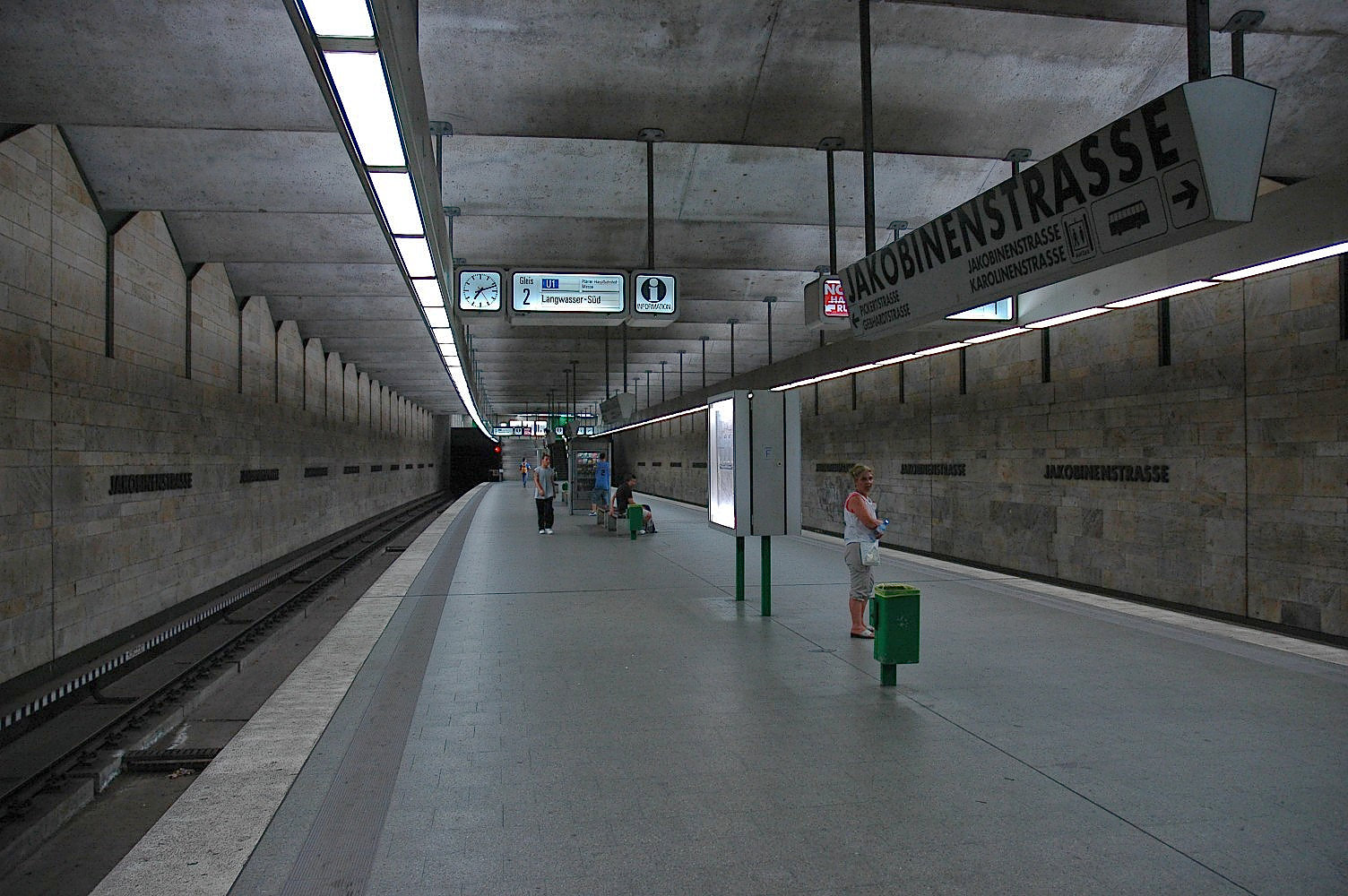
U-Bahnhof Jakobinenstraße, Fürth

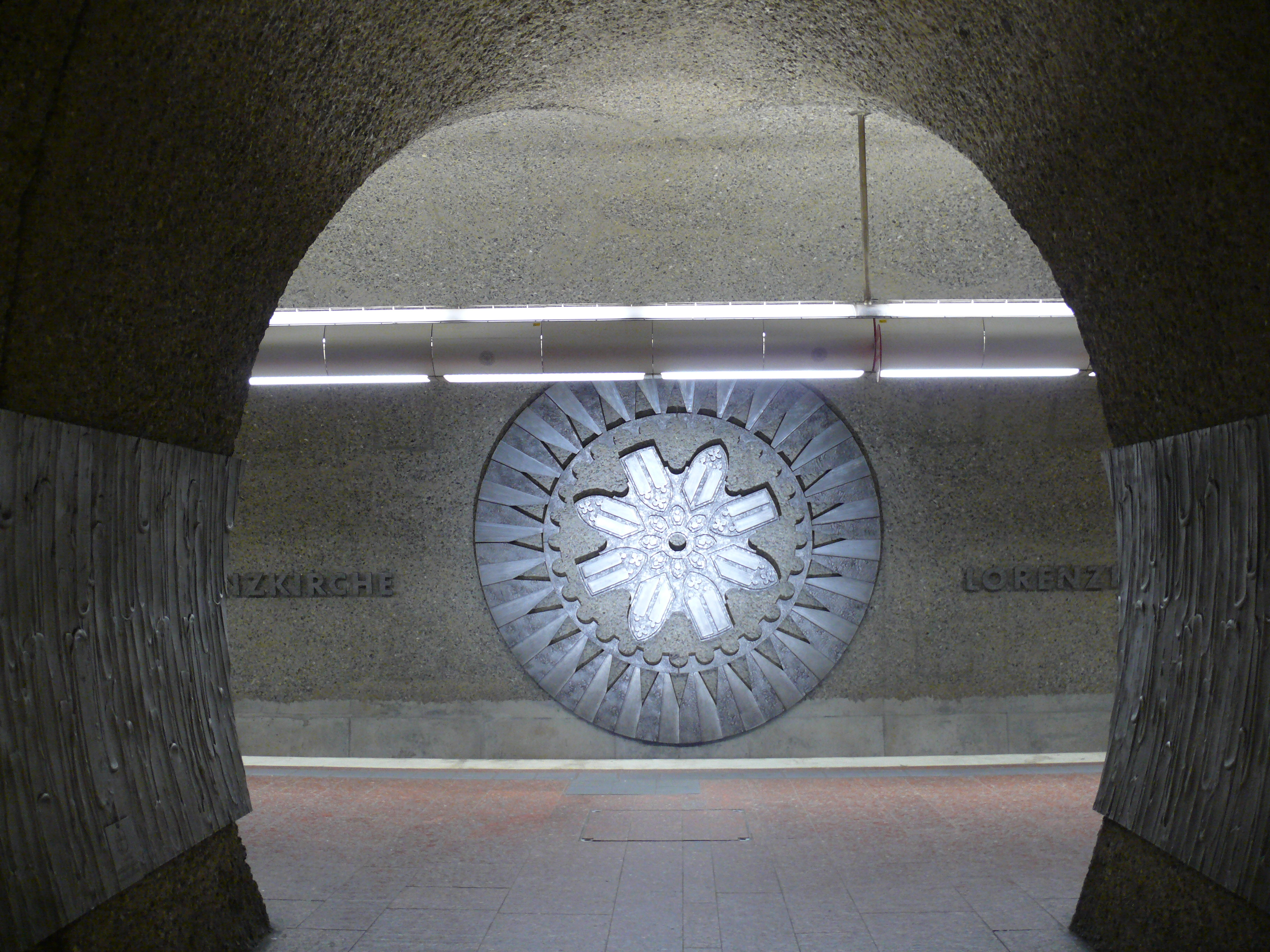
U-Bahnhof Lorenzkirche

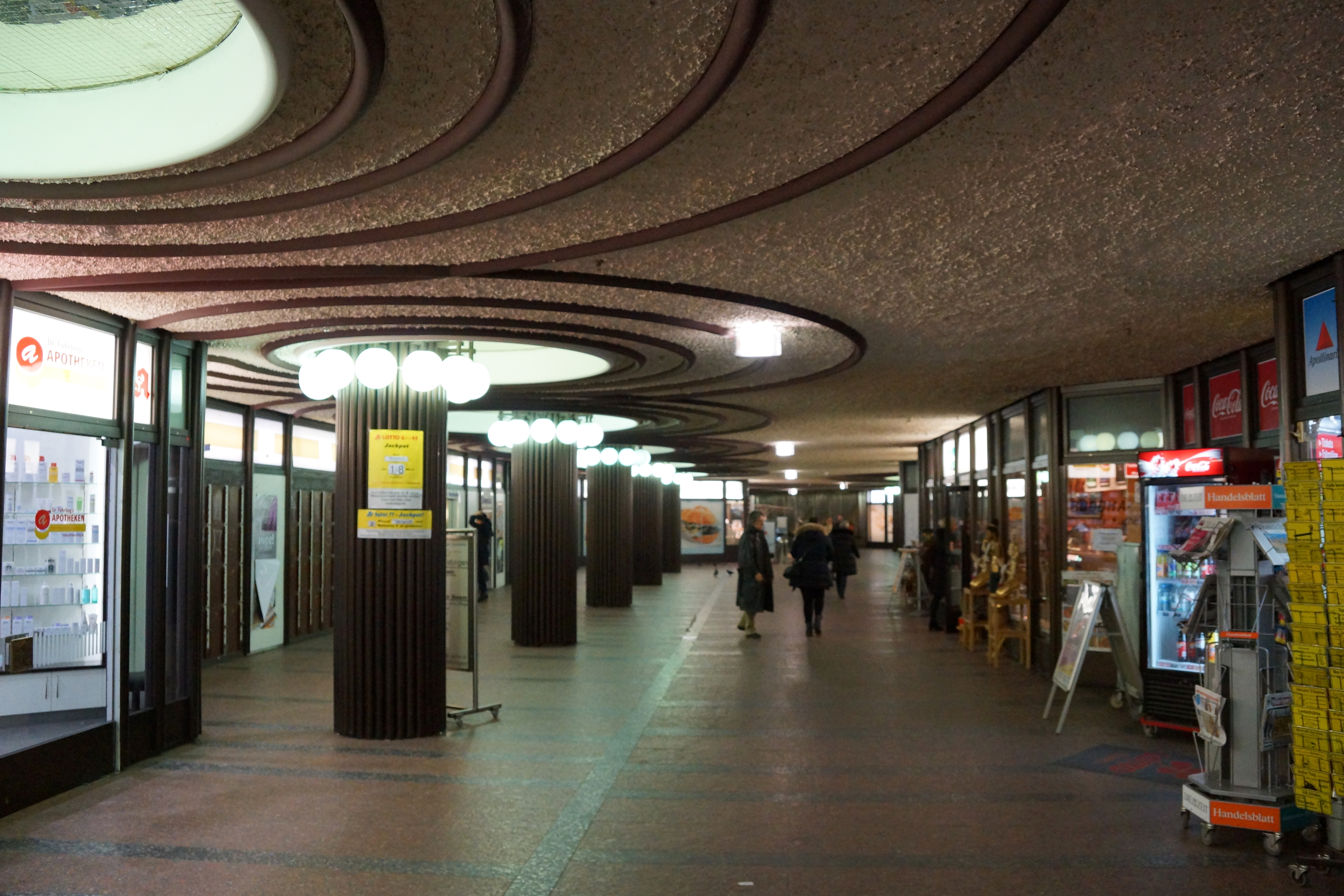
U-Bahnhof Lorenzkirche

Das ehemalige Betriebsgebäude des Schlacht- und Viehhofes ist in der Liste der Baudenkmäler in Nürnberg, in der Liste der Museen in Nürnberg und in der Liste der Theater in Nürnberg eingetragen (Michael-Ende-Straß 17).
- 1951: Schauspielhaus Nürnberg als Varietétheater für die US-Truppen in der Treustraße mit Kurt Schneckendorf geplant.
- 1954–1967: Museum im Koffer / Schlachthofanlagen, Nürnberg (unter Denkmalschutz, 2001: Umbau von Niederwöhrmeier + Kief)[6][7]
- 1968: Müllverbrennungsanlage mit Sozialgebäude, Nürnberg (mittlerweile vernichtet)
- 1978: U-Bahnhof Lorenzkirche
- 1979: U-Bahnhof Jakobinenstraße, Fürth
- 1985: U-Bahnhof Fürth Hauptbahnhof
- 1988: U-Bahnhof Opernhaus
- 1989: U-Bahnhof Fürth Rathaus

- Müllverbrennungsanlage Nürnberg mit Otto Peter Görl[8]